# 罗氏马先蒿肃氏亚种
罗氏马先蒿肃氏亚种（学名：Pedicularis roylei sp. shawii）为玄参科马先蒿属下的一个亚种。

## 扩展阅读
- 維基物種上的相關：罗氏马先蒿肃氏亚种